# Сан Лоренцо (Порторико)
Сан Лорензо (шп. San Lorenzo) је општина у америчкој острвској територији Порторико, острвској држави Кариба.

## Демографија
По попису из 2010. године број становника је 41.058, што је 61 (0,1%) становника више него 2000. године.
| Група             | 2000.          | 2010.          |
| Белци             | 182 (0,4%)     | 156 (0,4%)     |
| Афроамериканци    | 1.956 (4,8%)   | 4.060 (9,9%)   |
| Азијати           | 36 (0,1%)      | 35 (0,1%)      |
| Хиспаноамериканци | 40.757 (99,4%) | 40.860 (99,5%) |
| Укупно            | 40.997         | 41.058         |